# جیمز بی. آلن
جیمز بی. آلن (به انگلیسی: James B. Allen) سناتور سابق عضو حزب دموکرات ایالات متحده آمریکا بود. وی در سال ۱۹۶۹ تا ۱۹۷۸ میلادی سناتور ایالت آلاباما در سنای ایالات متحده آمریکا بود.